# Швецов, Александр Ильич (хоккеист)
Александр Ильич Швецов (29 сентября 1988, Череповец) — российский хоккеист, нападающий. Воспитанник череповецкого хоккея.

## Карьера
Александр Швецов начал свою профессиональную карьеру в 2006 году в составе петербургского клуба Первой лиги ХК «Питер», выступая до этого за фарм-клуб родной череповецкой «Северстали». Также в том сезоне Александр провёл два матча в составе петербургского «Спартака», выступавшего в Высшей лиге. После ещё одного довольно успешного сезона в Первой лиге Швецов подписал контракт с петрбургским ХК ВМФ, в составе которого за два проведённых сезона набрал 7 (5+2) очков в 50 матчах.
Несмотря на неубедительную статистику, 6 сентября 2010 года Александр подписал однолетний контракт с новокузнецким «Металлургом». Тем не менее, в новокузнецком клубе карьера у Швецова не задалась — в 23 матчах он набрал лишь 2 (0+2) очка, после чего был командирован в ВХЛ в состав ангарского «Ермака», где за оставшуюся часть сезона провёл 36 матчей и набрал 27 (14+13) очков. Перед началом сезона 2011/12 Александр окончательно расстался с «Металлургом», после чего принял решение остаться в Ангарске.
1 декабря 2011 года, находясь в ранге лучшего бомбардира ВХЛ, Швецов покинул команду и заключил соглашение с московским «Спартаком», однако, проведя в его составе лишь 4 матча, 12 января 2012 года он расторг свой контракт с клубом по обоюдному согласию сторон. Тем не менее, уже 15 января Александр стал игроком новосибирской «Сибири». 31 января в матче против новокузнецкого «Металлурга» Швецов забросил, наконец, свою первую шайбу в Континентальной хоккейной лиге.
Всего за оставшуюся часть сезона 2011/12 Александр провёл на площадке в составе новосибирского клуба 11 матчей, в которых он набрал 2 (1+1) очка, однако уже 1 мая Швецов покинул команду.
В межсезонье[какое?] приезжал на просмотры к «Рубину» из ВХЛ и провёл с ним большую часть товарищеских матчей. В конце концов он подписал контракт. В ноябре 2012 перешёл в «Сарыарку» в составе которой провел победную серию длинной 23 матча и стал победителем регулярного чемпионата ВХЛ. Стал победителем регулярного чемпионата ВХЛ, в играх плей — офф «Сарыарка» в финале в 7 матче уступила кубок «Торосу».

## Статистика выступлений
Последнее обновление: 8 октября 2012 года
|                 |                 |                 | Регулярный сезон | Регулярный сезон | Регулярный сезон | Регулярный сезон | Регулярный сезон | Регулярный сезон | Плей-офф | Плей-офф | Плей-офф | Плей-офф | Плей-офф | Плей-офф |
| Сезон           | Команда         | Лига            | Игр              | Ш                | А                | Очк              | +/-              | Штр              | Игр      | Ш        | А        | Очк      | +/-      | Штр      |
| --------------- | --------------- | --------------- | ---------------- | ---------------- | ---------------- | ---------------- | ---------------- | ---------------- | -------- | -------- | -------- | -------- | -------- | -------- |
| 2005/06         | Северсталь-2    | Первая лига     | 47               | 7                | 6                | 13               | --               | 8                | —        | —        | —        | —        | —        | —        |
| 2006/07         | ХК Питер        | Первая лига     | 58               | 21               | 24               | 45               | --               | 42               | —        | —        | —        | —        | —        | —        |
| 2006/07         | Спартак СПб     | Высшая лига     | 2                | 0                | 0                | 0                | -1               | 0                | —        | —        | —        | —        | —        | —        |
| 2007/08         | ХК Питер        | Первая лига     | 40               | 14               | 14               | 28               | --               | 20               | —        | —        | —        | —        | —        | —        |
| 2008/09         | ХК ВМФ          | Высшая лига     | 44               | 5                | 1                | 6                | -5               | 16               | —        | —        | —        | —        | —        | —        |
| 2009/10         | ХК ВМФ          | Высшая лига     | 6                | 0                | 1                | 1                | +2               | 0                | —        | —        | —        | —        | —        | —        |
| 2010/11         | Металлург Нк    | КХЛ             | 23               | 0                | 2                | 2                | -7               | 12               | —        | —        | —        | —        | —        | —        |
| 2010/11         | Ермак           | ВХЛ             | 30               | 14               | 12               | 26               | +12              | 14               | 6        | 0        | 1        | 1        | -3       | 2        |
| 2011/12         | Ермак           | ВХЛ             | 27               | 15               | 19               | 34               | +20              | 47               | —        | —        | —        | —        | —        | —        |
| 2011/12         | Спартак Мск     | КХЛ             | 4                | 0                | 0                | 0                | --               | 0                | —        | —        | —        | —        | —        | —        |
| 2011/12         | Сибирь          | КХЛ             | 11               | 1                | 1                | 2                | -2               | 2                | —        | —        | —        | —        | —        | —        |
| 2012/13         | Рубин           | ВХЛ             | 9                | 1                | 1                | 2                | -1               | 0                | —        | —        | —        | —        | —        | —        |
| 2012/13         | Сарыарка        | ВХЛ             | 29               | 8                | 13               | 21               | 15               | 14               | 20       | 5        | 6        | 11       | -2       | 10       |
| 2013/14         | ТХК             | ВХЛ             | 49               | 15               | 19               | 34               | 15               | 24               | 4        | 2        | —        | 2        | -2       | —        |
| 2014/15         | Рубин           | ВХЛ             | 34               | 5                | 9                | 14               | 3                | 4                | —        | —        | —        | —        | —        | —        |
| 2014/15         | ТХК             | ВХЛ             | 10               | 4                | 2                | 6                | 1                | 2                | 16       | 2        | 5        | 7        | 4        |          |
| 2015/16         | Ермак           | ВХЛ             | 31               | 4                | 12               | 16               | 8                | 16               | 10       | 2        | —        | 2        | -5       |          |
| 2015/16         | ТХК             | ВХЛ             | 13               | 4                | 3                | 7                | 4                | 6                | —        | —        | —        | —        | —        |          |
| 2016/17         | Молот-Прикамье  | ВХЛ             | —                | —                | —                | —                | —                | —                | —        | —        | —        | —        | —        |          |
| Всего в КХЛ     | Всего в КХЛ     | Всего в КХЛ     | 38               | 1                | 3                | 4                | -9               | 14               | —        | —        | —        | —        | —        | —        |
| Всего в карьере | Всего в карьере | Всего в карьере | 467              | 118              | 139              | 257              | +64              | 227              | 56       | 11       | 12       | 23       | -8       | 12       |